# Epierus angularis
Epierus angularis är en skalbaggsart som beskrevs av Schmidt 1896. Epierus angularis ingår i släktet Epierus och familjen stumpbaggar. Inga underarter finns listade i Catalogue of Life.